# Adrienne Kaeppler
Adrienne L. Kaeppler (ur. 26 lipca 1935 w Milwaukee, zm. 5 marca 2022 w Waszyngtonie) – amerykańska antropolożka tańca i muzyki, w latach 2005–2013 przewodnicząca Międzynarodowej Rady Muzyki Ludowej UNESCO (członkini zwyczajna zarządu w latach 1999–2001 oraz wiceprzewodnicząca w latach 2001–2005).
Jej badania prowadzone były głównie na wyspach Tonga oraz Hawajach. Była kuratorką etnologii Oceanu Spokojnego w Narodowym Muzeum Historii Naturalnej w Waszyngtonie oraz działaczką Society for Ethnomusicology.

## Życiorys
W latach 1954–1958 studiowała anglistykę oraz śpiew na Uniwersytecie Wisconsin w Milwaukee, następnie zaś antropologię na Uniwersytecie Hawajskim w Honolulu, gdzie w 1967 uzyskała doktorat w tej dziedzinie na podstawie rozprawy pt. The Structure of Tongan Dance; rok później została wykładowczynią tejże uczelni na wydziale muzyki, teatru i tańca. Od 1982 do 1987 wykładała również na Queen’s University Belfast.